# 알레산드로 스카를라티

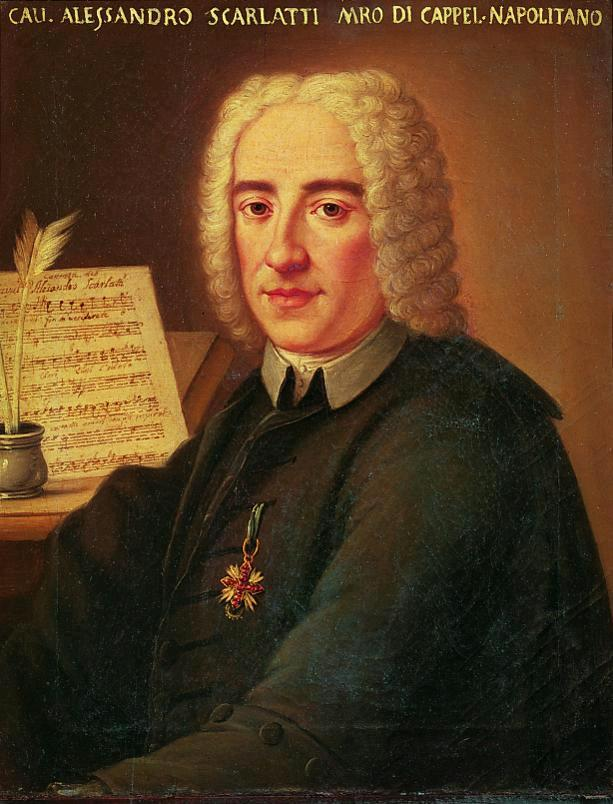
알레산드로 스카를라티

알레산드로 스카를라티(이탈리아어: Alessandro Scarlatti, 1660년 5월 2일 ~ 1725년 10월 24일)는 이탈리아의 작곡가이다.

## 생애
시칠리아의 팔레르모에서 태어나 소년 시절 로마에서 교육을 받았으나, 누구에게 배웠는지는 확실하지 않다. 1679년에 오페라 《꼭 닮은 사람》으로 로마에 등장하여 대성공을 거두었으나 1685년경부터 나폴리의 왕실극장의 악장으로 그 곳에 정주하면서 잇달아 오페라를 작곡했다. 1703년에 산타마리아 마졸레 성당의 악장에 임명된 듯하며 이후 1708년까지 로마에 있었다. 그의 종교음악의 대부분은 이 무렵에 작곡되었고 또한 당시 로마에서는 오페라가 풍기문란 혐의로 탄압을 받아 번성하지 못했기 때문에 칸타타를 많이 작곡하여 음악애호가인 귀족들의 요망에 답하였다. 1708년엔 다시 나폴리로 돌아와 그 뒤 1717년 ~ 1722년에는 로마에서 오페라 창작과 상연에 임한 것 외에는 대체로 나폴리에 거주하고 있었다.
스카를라티는 오페라만도 약 115곡이나 작곡했다 하며 그 밖에 칸타타, 기악곡 등의 작품은 방대한 수에 달하고 있다. 그는 오페라 영역에서 빠르게－느리게－빠르게의 세 부분으로 된 이탈리아풍 서곡의 형성을 확립하고 오페라에서 노래를 레치타티보와 아리아로 분류하고, 아리아로는 다카포의 형식을 정착시킨 사람으로 알려져 있다. 그의 오페라는 피렌체의 카메라타나 몬테베르디(1567-1643) 등 오페라의 초기 작가들의 이념을 계승발전시켜 거기에 성악성과 음악 면으로부터의 형식적 요구를 도입시켜 이른바 오페라 세리아의 전형을 이루어 놓았으나 동시에 종래 오페라의 퇴락 징조였는지도 모른다. 스카를라티에 계속되는 수세대의 나폴리의 오페라 작가가 유럽의 악단에 군림했기 때문에 그를 나폴리 악파의 아버지라고들 하지만 그의 음악형식이나 양식 면에서는 '기초를 다진' 면은 오히려 적은 것으로 생각된다. 스카를라티는 또 칸타타 등보다 더 훈련된 청중을 예상한 곡으로는 오페라에서는 볼 수 없는 것 같은 반음계적 수법이라든가 대담한 조바꿈 등을 사용하여, 당시의 음악적 표현을 할 수 있는 데까지 해보려고 힘썼다.